# Partido Comunista de Nepal (1949-1962)
El Partido Comunista de Nepal (en nepalí: नेपाल कम्युनिस्ट पार्टी) fue fundado en Calcuta (India), el 29 de abril de 1949. Fue formado para luchar contra el régimen autocrático de Rana. El primer secretario general fue Puspa Lal Shestra.

## Historia
El partido fue formado por Pushpa Lal Shreshta, un ex miembro del Congreso Nacional Nepalí. Se había desilusionado con las luchas internas en el partido y la voluntad de cooperar y hacer concesiones con los Ranas. Después de su renuncia al Congreso Nacional Nepalí, se inspiró en la literatura marxista y también publicó una versión traducida al nepalí del Manifiesto Comunista en abril de 1949.
Había planes iniciales para trabajar dentro del Congreso Nacional Nepalí como un grupo de izquierda u organizarse como un partido obrero-campesino, pero esto finalmente fue descartado. En abril de 1949, Pushpa Lal se convirtió en secretario de un comité organizador que se convertiría en el Partido Comunista de Nepal. El Comité Organizador Central del PCN publicó el primer número del 'Comunista Pachhik Prachar Patra' el 15 de septiembre de 1949 como manifiesto del Partido Comunista de Nepal. La fecha fue simbólica porque exactamente hacía 103 años que Jung Bahadur Rana había iniciado el régimen de la dinastía Rana en Nepal después de hacer la masacre de Kot.
El Partido Comunista de Nepal jugó un papel importante en el levantamiento de 1951 que derrocó al régimen de Rana. El régimen de Rana. El partido era uno de los componentes del Frente Democrático Unido junto con grupos comunistas e izquierdistas más pequeños. La UDF organizó movimientos de desobediencia civil y también exigió la liberación de presos políticos.

### Ilegalización del PCN, 1952-54
El 8 de junio de 1952, la Kisan Sangh (Unión de Agricultores), el ala campesina del PCN, declaró una revuelta contra los terratenientes y exigió que la tierra se distribuyera a los campesinos sin tierra. A principios de enero, el Rakshya Dal intentó un golpe de Estado bajo el liderazgo de Kunwar Inderjit Singh. El grupo había ocupado el aeródromo, la estación de radio, el correo y la oficina de telégrafos de Singha Durbar. Habían exigido que un gobierno de todos los partidos, incluidos los comunistas, pero exudando a la extrema derecha Nepal Rashtrabadi Gorkha Parishad. Los militares intervinieron y el Dr. K.I. Singh fue arrestado. Como consecuencia de este evento, el Partido Comunista de Nepal fue prohibido el 24 de enero de 1952.
El partido participó en las elecciones municipales de Katmandú de 1953 como independientes y ganó el puesto de presidente, además de otros cuatro escaños en el consejo municipal. A finales de 1955, el partido organizó el Rastriya Janamorcha (Frente Nacional del Pueblo) bajo el liderazgo del secretario general Keshar Jang Raymajhi.

### Primer congreso del PCN (1954-1958)
El 30 de enero de 1954 el primer congreso del partido fue celebrado clandestinamente en Patan. Man Mohan Adhikari fue elegido secretario general y el partido también aprobó un programa para sustituir la monarquía con un sistema republicano encabezado por una asamblea constituyente electa.
En 1957 se celebró el segundo congreso en Katmandú. Por primera vez, el partido celebró su congreso abiertamente. Keshar Jung Rayamajhi fue elegido secretario general, quien orientó el partido a una línea más moderada, y se aprobó un programa político republicano. 

### Primeras elecciones y golpe real (1959-1961)
Su participación en las elecciones de 1959 no tuvo éxito y solo obtuvo 4 diputados (de 109 escaños) en la Cámara de Representantes. Tulsi Lal Amatya fue elegido como el líder parlamentario del partido en dicha cámara. El golpe de estado realista de diciembre de 1960 puso fin a la experiencia democrática y los partidos políticos fueron suprimidos. Cuando el rey Mahendra tomó el poder y estableció su propio gobierno directo, dos bloques se desarrollaron en el partido. Se inició una ola represiva contra el PCN por parte del gobierno. Rayamajhi había expresado cierta confianza en las políticas del monarca, lo cual motivo reacciones contrarias por parte de sectores del partido. Para resolver el conflicto, fue convocado un pleno central en Darbhanga. En ese momento surgieron tres líneas: la monárquica pro-constitucional de Rayamajhi; la que buscaba restaurar el parlamento disuelto y participar en los movimiento de masas, de Pushpa Lal; y la que defendía una asamblea constitucional, de Mohan Bikram Singh. Esta última línea fue la ganadora, aunque su único representante en el Comité Central fue Singh.

### División
Un tercer congreso fue convocado en Varanasi (India), en abril de 1962. La preparación del congreso había estado llena de controversia. En un primer momento, Rayamajhi, que controlaba el comité central, había sido opuesto a que se celebrase. Finalmente el congreso aprobó el programa para la Revolución Democrática Nacional propuesto por Tulsi Lal Amatya, y eligió a este como secretario general. En un intento de mantener la unidad del partido, Pushpa Lal y Tulsi Lal decidieron compartir responsabilidades en el liderazgo. Rayamjhi fue expulsado, pero los conflictos continuaron. Dichos conflictos podrían estar relacionados con el enfrentamiento chino-soviético y las polémicas internas del Partido Comunista de la India.
La facción de Rayamajhi, que podría considerarse la más afín a la URSS, no reconoció su expulsión, aunque había reconocido la legitimad del congreso. Sus seguidores se organizaron como un partido separado, el Partido Comunista de Nepal (Rayamjhi).
En 1968 la facción de Pashpa Lal organizó una convención por separado en Gorakhpur, India. Ello llevó a fundar un partido distinto, del que Pushpa Lal era el secretario general. La mayor parte de los líderes del PCN le siguieron en su escisión. Al margen del mismo, fueron creados otras organizaciones, como el Partido Comunista de Nepal (Marxista-Leninista).
En 1971 un grupo de líderes del PCN (Manmohan Adhikari, Shambhu Ram y Mohan Bikram Singh) fueron enviados a prisión. Habían formado un grupo que intentó la unificación con la organización de Pushpa Lal. La unidad parecía ser imposible, ante lo cual Adhikari formó el Partido Comunista de Nepal (Manmohan), partido que mantuvo relaciones cercanas con el Partido Comunista de la India (Maoísta). Por su parte, el grupo de Singh se organizó como Partido Comunista de Nepal (Cuarta Convención).
Otras escisiones eran el Partido de Campesinos y Trabajadores de Nepal, el Partido Comunista de Nepal (Krishna Das), el Partido Comunista de Nepal (Burma) y el Partido Comunista de Nepal (Manandhar).
El PCN original, el grupo liderado por Amatya, fue reducido a una más de las facciones comunistas (Partido Comunista de Nepal (Amatya)). Aunque acabó siendo el más afín a la URSS, mantuvo una cierta independencia respecto a esta.
Asimismo, en 1971 se organizó un movimiento radical campesino al Este del país en el distrito de Jhapa, que originó el surgimiento (con revolucionarios de todo Nepal) del Comité de Coordinación Revolucionario de Todos los Comunistas de Nepal (Marxista-Leninista) en 1975.
El proceso de unificación siguió avanzando y en 1978 se formó el Partido Comunista de Nepal (Marxista-leninista), con C.P. Meinali como secretario general. El grupo de Lal (conocido como IV Congreso) se dividió en grupos menores que acabaron uniéndose al PCN-ML y en 1982 el partido se reorganizó bajo Jhala Nath Khanal. En el IV Congreso Madan Khumar Bhandari fue elegido secretario general. A su vez, a inicios de los años 80, el PCN (Manmohan) y el PCN (Pushpa Lal) se unieron para formar el Partido Comunista de Nepal (Marxista). Era el séptimo partido comunista importante en Nepal, pero actuaron unidos contra el sistema político, formando el Frente Unido en 1990. 
De la misma manera, las organizaciones pro-soviéticas, como el PCN (Burma), el PCN (Manandhar) y el PCN (Amatya), se fusionaron en el Partido Comunista de Nepal (Democrático). La movilización popular llevó al establecimiento del multipartidismo en 1990 y poco después el PCN(M-L) y el PCN(M) se unieron en un solo grupo llamado Partido Comunista de Nepal (Marxista-Leninista Unificado) en enero de 1991. El partido ganó 69 escaños en las elecciones de 1991 (de 205) y 16 escaños en la Cámara alta (de 60) con un 29,98% del voto.